# Premios Gardel 2008
Die 10. Ausgabe der Premios Gardel a la música argentina fand am 26. März 2008 im Teatro Gran Rex in Buenos Aires statt. Die Moderation übernahm Bebe Contepomi. Die Verleihung wurde von Canal 13 übertragen.
Der frühere „Premio Revelación“ wurde in „Mejor Artista Nuevo“ (Bester Newcomer) umbenannt, während die Preise „Tango Nuevas Formas“ und „"Folklore Nuevas Formas“ in „Tango Electrónico“ (Electrotango) bzw. „Folklore Alternativo“ (Alternative Folk) umbenannt wurden. Darüber hinaus wurden die Preise für das beste christliche Musikalbum („Mejor álbum Música Cristian“), das beste Konzeptalbum („Mejor álbum Conceptual“) und das beste Instrumentalalbum „(Mejor álbum Instrumenta“hl) hinzugefügt.
Die meisten Preise erhielt Andrés Calamaro.Am Häufigsten war die Gruppe Los Piojos nominiert, die es auf sechs Nominierungen brachte.
Die Nominierungen wurden am 21. Februar 2008 verkündet.

## Hauptkategorien

### Album des Jahres
| Sieger                              | Nominierungen |
| ----------------------------------- | --- |
| La lengua popular – Andrés Calamaro | - Mardulce – Bajofondo - Laberintos entre aristas y dialectos – Catupecu Machu - El mamut – Massacre - Civilización – Los Piojos |

### Lied des Jahres
| Sieger                                      | Nominierungen |
| ------------------------------------------- | --- |
| «5 minutos más (Minibar)» – Andrés Calamaro | - «El mareo» – Bajofondo - «La llave» – Abel Pintos - «Pacifico» – Los Piojos - «Viaje del miedo» – Catupecu Machu |

### Produktion des Jahres
| Sieger                                                | Nominierungen |
| ----------------------------------------------------- | --- |
| Laberintos entre aristas y dialectos – Catupecu Machu | - Milongueros – Esteban Morgado Cuarteto - Jorge Rojas – Jorge Rojas - Bersuit ? – Bersuit Vergarabat - Tan real – Los Tipitos |

## Genre-Kategorien

### Pop
Bestes Album einer Künstlerin Pop
| Gewinner                  | Nominierungen |
| ------------------------- | --- |
| Hormonal – Hilda Lizarazu | - De otro mundo – Lourdes - Lija y terciopelo – Patricia Sosa - Fuera de tiempo – Marcela Morelo - Creciendo – Sandra Mihanovich |

Bestes Album eines Künstlers Pop
| Gewinner                       | Nominierungen                                            |
| ------------------------------ | -------------------------------------------------------- |
| Mordisco – Emmanuel Horvilleur | - Logo – Kevin Johansen - Gatos y palomas – Coti Sorokin |

Beste Popband
| Gewinner               | Nominierungen                                                             |
| ---------------------- | ------------------------------------------------------------------------- |
| Tan real – Los Tipitos | - El disco de tu corazón – Miranda! - No es lo que parece – Los Caligaris |

Bester Newcomer Pop
| Gewinner                                  | Nominierungen                                                               |
| ----------------------------------------- | --------------------------------------------------------------------------- |
| Ella Es Tan Cargosa – Ella Es Tan Cargosa | - Turistas en el paraíso – Inmigrantes - Cuando no estás – Valeria Gastaldi |

### Rock
Bestes Album eines Künstlers Rock
| Gewinner                            | Nominierungen                                                                                              |
| ----------------------------------- | --- |
| La lengua popular – Andrés Calamaro | - El apagón – Dante - Consciencia – Miguel Cantilo - Demoliciones – Antonio Birabent - Rodolfo – Fito Páez |

Bestes Album einer Musikgruppe Rock
| Gewinner                  | Nominierungen |
| ------------------------- | --- |
| Civilización – Los Piojos | - Laberintos entre aristas y dialectos – Catupecu Machu - ? – Bersuit Vergarabat - Hormigas – Árbol - Karmagedon – Attaque 77 |

Bester Newcomer Rock
| Gewinner    | Nominierungen                                     |
| ----------- | ------------------------------------------------- |
| Mole – Mole | - D´Mente – D´Mente - Una oración – Nikita Nipone |

### Dance/Electrónica
Bestes Elektronisches Album
| Gewinner                      | Nominierungen                                               |
| ----------------------------- | ----------------------------------------------------------- |
| Al fin solos – Pánico Ramírez | - Buddha sounds - Vol IV - Inner – Seonae - Emisor – Emisor |

Bestes Remixalbum
| Gewinner                         | Nominierungen                                                                                |
| -------------------------------- | -------------------------------------------------------------------------------------------- |
| En el parque Remixes – Altocamet | - Los éxitos de Genesis en Bossa Nova – Holly Wilson - House Journeys: San Francisco – Lalan |

### Folklore
Bestes Album einer Künstlerin der Folklore
| Gewinner                 | Nominierungen                                                          |
| ------------------------ | ---------------------------------------------------------------------- |
| Inéditos – Tamara Castro | - Remedio pal alma – Veronica Condomí - Autobiografí a – Teresa Parodi |

Bestes Album eines Künstlers der Folklore
| Gewinner                                               | Nominierungen                                                                                               |
| ------------------------------------------------------ | --- |
| Chaco escondido...Yo soy de allá – Chaqueño Palavecino | - Retrospectiva – Raúl Carnota - Criollo – Jairo - Jorge Rojas – Jorge Rojas - Tajo a tajo – Argentino Luna |

Bestes Album einer Musikgruppe Folklore
| Gewinner                                                                                    | Nominierungen                               |
| ------------------------------------------------------------------------------------------- | ------------------------------------------- |
| Juan Falu - Willy Gonzalez - Rodolfo Sanchez – Juan Falu - Willy Gonzalez - Rodolfo Sanchez | - Gen – Los Nocheros - Mamapacha – Los Teki |

Beste Folk-/Alternativ-Gruppe
| Gewinner               | Nominierungen                                                             |
| ---------------------- | ------------------------------------------------------------------------- |
| La llave – Abel Pintos | - Noticias de mi alma – Raly Barrionuevo - Cuando salga el sol – Arbolito |

Bester Newcomer – Folk
| Gewinner                                                                                    | Nominierungen                                           |
| ------------------------------------------------------------------------------------------- | ------------------------------------------------------- |
| Juan Falu - Willy Gonzalez - Rodolfo Sanchez – Juan Falu - Willy Gonzalez - Rodolfo Sanchez | - Sombra herida – Canto 4 - La cantora – Luisa Calcumil |

### Tango
Bestes Album einer Künstlerin des Tango
| Gewinner                                 | Nominierungen                                                   |
| ---------------------------------------- | --------------------------------------------------------------- |
| Cualquiera de éstas noches – Maria Graña | - En el underground – Susana Rinaldi - Canta – Soledad Villamil |

Bestes Album eines Künstlers des Tango
| Gewinner                        | Nominierungen                                                                    |
| ------------------------------- | -------------------------------------------------------------------------------- |
| 50 Años no es nada – Raúl Lavié | - Buenos amigos – Horacio Molina - Comunidad – Rodolfo Mederos y Orquesta Típica |

Bestes Album einer Tango-Musikgruppe oder eines Orchesters
| Gewinner                               | Nominierungen                                                               |
| -------------------------------------- | --------------------------------------------------------------------------- |
| Milongueros – Esteban Morgado Cuarteto | - Dinastía Pugliese – Beba Pugliese - Orejitas perfumadas – Cuarteto Cedrón |

Bestes Album eines Electrotango-Künstlers
| Gewinner             | Nominierungen                                                                  |
| -------------------- | ------------------------------------------------------------------------------ |
| Mardulce – Bajofondo | - Electrocardiotango – San Telmo Lounge - Eléctrica y Porteña – Carla Pugliese |

Bester Newcomer – Tango
| Gewinner                 | Nominierungen                                                                  |
| ------------------------ | ------------------------------------------------------------------------------ |
| Canta – Soledad Villamil | - Tangos en perspectiva – 18 Cuerdas - Tango hereje – The Mozart Tango Players |

### Tropical/Cuarteto
Bestes Album einer Künstlerin der Música Tropical
| Gewinner                                   | Nominierungen                                                    |
| ------------------------------------------ | ---------------------------------------------------------------- |
| Dalila en vivo en el Teatro Ópera – Dalila | - Homenaje a un ángel – Marina - Lo siento mi amor – Mónica Cruz |

Bestes Album eines Künstlers der Música Tropical
| Gewinner                | Nominierungen                                                      |
| ----------------------- | ------------------------------------------------------------------ |
| Acústico – Leo Mattioli | - Voy por más– Daniel Agostini - Amor sin fronteras – Antonio Ríos |
|                         |                                                                    |

Bestes Música Tropical-Album einer Band
| Gewinner                  | Nominierungen                                                             |
| ------------------------- | ------------------------------------------------------------------------- |
| Un clásico – Los Palmeras | - ...Historias – Agrupación Marilyn - Solo para entendidos – Damas Gratis |

Bestes Album des Cuarteto
| Gewinner                            | Nominierungen                                                            |
| ----------------------------------- | ------------------------------------------------------------------------ |
| En vivo Teatro Gran Rex – Banda XXI | - Al rojo vivo – Ulises Bueno - En vivo en el Teatro Opera – Jean Carlos |

Bester Newcomer – Música Tropical/Cuarteto
| Gewinner                                   | Nominierungen |
| ------------------------------------------ | --- |
| Al son de un homenaje – Ibrahim Ferrer Jr. | - ...Historias – Agrupación Marilyn - Sueño cumplido – La banda de Lechuga - Andrés, el ángel catamarqueño – Andrés, el ángel catamarqueño |

### Canción Testimonial
Bestes Album des Canción Testimonial
| Gewinner                       | Nominierungen                                                               |
| ------------------------------ | --------------------------------------------------------------------------- |
| Fuera de ambiente – Jaime Roos | - Ciudadano – Victor Heredia - Yo vengo de otro siglo – Alejandro del Prado |

### Música Clásica
Bestes klassisches Album
| Gewinner                                  | Nominierungen |
| ----------------------------------------- | --- |
| Il progetto Vivaldi – Sol Gabetta (Cello) | - La guitarra en España y el nuevo mundo – Miguel de Olaso - De Europa al Río de la Plata. Obras para flauta, viola y arpa – Trío Luminar |

### Conceptual
Bestes Konzeptalbum
| Gewinner                                           | Nominierungen                                                |
| -------------------------------------------------- | ------------------------------------------------------------ |
| Clásicos de Música Argentina (pack) – Luis Salinas | - Raíces – La Chilinga - Muchas Gracias Mastropiero – Varios |

### Música Cristianar
Bestes christliches Album
| Gewinner               | Nominierungen                                       |
| ---------------------- | --------------------------------------------------- |
| Buscando lío – Rescate | - Universo Cuatro – Kyosko - Siempre más – Año Cero |

### Jazz
Bestes Jazz-Album
| Gewinner                           | Nominierungen                                                       |
| ---------------------------------- | ------------------------------------------------------------------- |
| Ernesto Jodos Trío – Ernesto Jodos | - Cu4tro – Mariano Otero - Varsovia – Rubén Rada - Javier Malosetti |

### Kindermusik
Bestes Kindermusikalbum
| Gewinner                             | Nominierungen                                                                       |
| ------------------------------------ | ----------------------------------------------------------------------------------- |
| Patito Feo en el teatro – Patito Feo | - 100% Lucha 2007 Vol II – La banda de 100% Lucha - Elefantitos de hoy – Piñón Fijo |

### Romántico/Melódico
Bestes Romántico/Melódico-Album
| Gewinner                               | Nominierungen                                                   |
| -------------------------------------- | --------------------------------------------------------------- |
| Y ya nada fue lo mismo – Cacho Castaña | - Diamante 25 aniversario – Pimpinela - Amarrados – Dany Martin |

### Banda de Sonido Cine/Televisión
Bester Soundtrack
| Gewinner                    | Nominierungen                                                   |
| --------------------------- | --------------------------------------------------------------- |
| Babel – Gustavo Santaolalla | - Las Mantenidas sin Sueños – Babasónicos - Patito Feo – Varios |

### Colección de Catálogo
Beste Kompilation
| Gewinner                                       | Nominierungen |
| ---------------------------------------------- | --- |
| Bersuit Vergarabat boxset – Bersuit Vergarabat | - La resistencia del tango (los años '60 y '70) – Varios - Con estilo para bailar vol I – Color Tango de Roberto Alvarez - Con estilo para bailar vol II – Color Tango de Roberto Alvarez |

### Instrumentalmusik
Bestes Instrumentalalbum
| Gewinner              | Nominierungen                                          |
| --------------------- | ------------------------------------------------------ |
| Árboles – Leo Maslíah | - Guitarra sola – Roberto Calvo - El futuro – Hypnofon |

### Musikvideo
Bestes Musikvideo
| Gewinner                               | Nominierungen |
| -------------------------------------- | --- |
| «Carnaval de Brasil» – Andrés Calamaro | - «Viaje del miedo» – Catupecu Machu - «Revoloteando» – Árbol - «Buenos Aires en llamas» – Attaque 77 - «Pa´bailar» – Bajofondo |

### DVD
Beste DVD
| Gewinner                   | Nominierungen                                                                 |
| -------------------------- | ----------------------------------------------------------------------------- |
| Ahí vamos – Gustavo Cerati | - No sé si es Baires o Madrid – Fito Páez - Somos – Los Auténticos Decadentes |

### Toningenieur
Beste Aufnahme
| Gewinner                        | Nominierungen                                     |
| ------------------------------- | ------------------------------------------------- |
| Aznar-Lebón Vol.1 – Aznar-Lebón | - Civilización – Los Piojos - El mamut – Massacre |

### Cover
Bestes Cover-Design
| Gewinner                                            | Nominierungen |
| --------------------------------------------------- | --- |
| La lengua popular – Andrés Calamaro Diseño: Liniers | - ? – Bersuit Vergarabat - Pirotecnia autorizada – Attaque 77 - Mardulce – Bajofondo - Civilización – Los Piojos |

## Spezialpreise

### Premio Gardel a la Trayectoria
- Les Luthiers

### Personalidad del Año
- Soda Stereo